# Hoplismenus arizonensis
Hoplismenus arizonensis är en stekelart som beskrevs av Ian Swift 1946. Hoplismenus arizonensis ingår i släktet Hoplismenus och familjen brokparasitsteklar. Inga underarter finns listade i Catalogue of Life.